# Districts de Chypre du Nord
Les districts de Chypre du Nord sont au nombre de six, eux-mêmes divisés en douze sous-districts. Chaque district est administré par un gouverneur. 
Le 27 décembre 2016, l’Assemblée de la République décide à l’unanimité que le sous-district de Lefke serait séparé du district de Güzelyurt, établissant le district de Lefke pour devenir le sixième district de Chypre du Nord.

## Liste
| District   | Carte | Sous-districts                      | Capitale     | Gouverneur      |
| ---------- | ----- | ----------------------------------- | ------------ | --------------- |
| Lefkoşa    |       | - Lefkoşa - Değirmenlik             | Nicosie-Nord | İbrahim Basri   |
| Gazimağusa |       | - Mağusa - Akdoğan - Geçitkale      | Famagouste   | Dürdane Acı     |
| Girne      |       | - Girne - Çamlıbel                  | Kyrenia      | Mustafa Erişmen |
| Güzelyurt  |       | - Güzelyurt                         | Morphou      | Tevfik Direnç   |
| İskele     |       | - İskele - Mehmetçik - Yeni Erenköy | Trikomo      | Kemal Yılmaz    |
| Lefke      |       | - Lefke                             | Lefke        | Halil Çorba     |